# ستيف دان (حكم كرة قدم)
ستيف دان (بالإنجليزية: Steve Dunn)‏ هو حكم كرة قدم بريطاني، ولد في 24 أكتوبر 1957 في برستل في المملكة المتحدة.